# Atletism la Jocurile Olimpice de vară din 2020 - 4x100 m (feminin)
Proba de ștafetă 4x100 de metri feminin de la Jocurile Olimpice de vară din 2020 a avut loc în perioada 5-6 august 2021 pe Stadionul Național al Japoniei.

## Recorduri
Înaintea acestei competiții, recordurile mondiale și olimpice erau următoarele:
| Record  | Atlet                                                                                      | Timp (s) | Loc                    | Data           |
| ------- | ------------------------------------------------------------------------------------------ | -------- | ---------------------- | -------------- |
| Mondial | Statele Unite ale Americii (Tianna Madison, Allyson Felix, Bianca Knight, Carmelita Jeter) | 40,82    | Londra, Marea Britanie | 10 august 2012 |
| Olimpic | Statele Unite ale Americii (Tianna Madison, Allyson Felix, Bianca Knight, Carmelita Jeter) | 40,82    | Londra, Marea Britanie | 10 august 2012 |

## Program
Orele sunt ora Japoniei (UTC+9) 
| Data                  | Oră   | Etapă   |
| --------------------- | ----- | ------- |
| Joi, 5 august 2021    | 9:00  | Etapa 1 |
| Vineri, 6 august 2021 | 18:30 | Finala  |

## Rezultate

### Calificări
S-au calificat în finală primele trei echipe din fiecare serie (C) și următoarele două echipe cu cel mai bun timp (c). 

#### Seria 1
| Loc | Culoar | Țară                       | Atleți                                                                            | Reacție la start | Timp  | Note  |
| --- | ------ | -------------------------- | --------------------------------------------------------------------------------- | ---------------- | ----- | ----- |
| 1   | 5      | Marea Britanie             | Asha Philip, Imani Lansiquot, Dina Asher-Smith, Daryll Neita                      | 0,132            | 41,55 | RN, C |
| 2   | 4      | Statele Unite ale Americii | Javianne Oliver, Teahna Daniels, English Gardner, Aleia Hobbs                     | 0,140            | 41,90 | SB, C |
| 3   | 6      | Jamaica                    | Briana Williams, Natasha Morrison, Remona Burchell, Shericka Jackson              | 0,180            | 42,15 | SB, C |
| 4   | 3      | Franța                     | Carolle Zahi, Orlann Ombissa-Dzangue, Gémima Joseph, Cynthia Leduc                | 0,156            | 42,68 | SB, c |
| 5   | 2      | Olanda                     | Nadine Visser, Dafne Schippers, Marije van Hunenstijn, Naomi Sedney               | 0,151            | 42,81 | SB, c |
| 6   | 9      | Italia                     | Irene Siragusa, Gloria Hooper, Anna Bongiorni, Vittoria Fontana                   | 0,143            | 42,84 | RN    |
| 7   | 8      | Japonia                    | Hanae Aoyama, Mei Kodama, Ami Saito, Remi Tsuruta                                 | 0,145            | 43,44 | SB    |
| 8   | 7      | Ecuador                    | Marizol Landázuri, Gabriela Anahí Suárez, Yuliana Angulo, Ángela Gabriela Tenorio | 0,141            | 43,69 | RN    |

#### Seria 2
| Loc | Culoar | Țară               | Atleți                                                                           | Reacție la start | Timp  | Note  |
| --- | ------ | ------------------ | -------------------------------------------------------------------------------- | ---------------- | ----- | ----- |
| 1   | 7      | Germania           | Rebekka Haase, Alexandra Burghardt, Tatjana Pinto, Gina Lückenkemper             | 0,216            | 42,00 | SB, C |
| 2   | 6      | Elveția            | Riccarda Dietsche, Ajla del Ponte, Mujinga Kambundji, Salome Kora                | 0,166            | 42,05 | RN, C |
| 3   | 3      | China              | Liang Xiaojing, Ge Manqi, Huang Guifen, Wei Yongli                               | 0,137            | 42,82 | C     |
| 4   | 8      | Polonia            | Marika Popowicz-Drapała, Klaudia Adamek, Paulina Paluch, Pia Skrzyszowska        | 0,156            | 43,09 | SB    |
| 5   | 2      | Brazilia           | Bruna Jessica Farias, Ana Cláudia Lemos, Vitória Cristina Rosa, Rosângela Santos | 0,128            | 43,15 | SB    |
| 6   | 4      | Nigeria            | Oluwatobiloba Amusan, Nzubechi Grace Nwokocha, Patience Okon George, Ese Brume   | 0,164            | 43,25 |       |
| 7   | 5      | Danemarca          | Mathilde Kramer, Astrid Glenner-Frandsen, Emma Beiter Bomme, Ida Karstoft        | 0,157            | 43,51 | RN    |
| 8   | 9      | Trinidad și Tobago | Khalifa St. Fort, Michelle-Lee Ahye, Kai Selvon, Kelly-Ann Baptiste              | 0,196            | 43,62 | SB    |

### Finala
| Loc | Culoar | Țară                       | Atleți                                                                            | Reacție la start | Timp  | Note |
| --- | ------ | -------------------------- | --------------------------------------------------------------------------------- | ---------------- | ----- | ---- |
| 1   | 8      | Jamaica                    | Briana Williams, Elaine Thompson-Herah, Shelly-Ann Fraser-Pryce, Shericka Jackson | 0,188            | 41,02 | RN   |
| 2   | 6      | Statele Unite ale Americii | Javianne Oliver, Teahna Daniels, Jenna Prandini, Gabrielle Thomas                 | 0,132            | 41,45 | SB   |
| 3   | 5      | Marea Britanie             | Asha Philip, Imani Lansiquot, Dina Asher-Smith, Daryll Neita                      | 0,121            | 41,88 |      |
| 4   | 7      | Elveția                    | Riccarda Dietsche, Ajla del Ponte, Mujinga Kambundji, Salome Kora                 | 0,166            | 42,08 |      |
| 5   | 4      | Germania                   | Rebekka Haase, Alexandra Burghardt, Tatjana Pinto, Gina Lückenkemper              | 0,196            | 42,12 |      |
| 6   | 9      | China                      | Liang Xiaojing, Ge Manqi, Huang Guifen, Wei Yongli                                | 0,160            | 42,71 | SB   |
| 7   | 3      | Franța                     | Carolle Zahi, Orlann Ombissa-Dzangue, Gémima Joseph, Cynthia Leduc                | 0,146            | 42,89 |      |
|     | 2      | Olanda                     | Nadine Visser, Dafne Schippers, Marije van Hunenstijn, Naomi Sedney               | 0,148            | NT    |      |